# Sedelšček
Sedelšček je hudourniški gorski potok, ki svoje vode nabira pod Kamiškim sedlom in pod goro Planjava (2394 m) v zatrepu doline Kamniška Bistrica. Ob močnem deževju oziroma v času pomladanskega taljenja snega se izliva v reko Kamniška Bistrica.